# Mega Man: The Wily Wars
Mega Man: The Wily Wars (Rockman Mega World (ロックマン メガワールド, Rokkuman Megawārudo) au Japon) est une compilation des trois premiers jeux de la série Mega Man sortie exclusivement sur Mega Drive. Il s'agit d'un remake des jeux de plates-formes Mega Man, Mega Man 2 et Mega Man 3,,,.

## Système de jeu
The Wily Wars est une compilation des premiers jeux de la série originale Mega Man, qui ont tous bénéficié pour l'occasion d'une refonte visuelle et sonore, à la manière de Super Mario All-Stars sur Super Nintendo.
Le jeu contient un mode supplémentaire, intitulé Wily Tower, dans lequel Mega Man doit parcourir trois nouveaux niveaux et y affronter des Robot Masters inédits, avant d'être confronté, une fois de plus, au docteur Wily.
Contrairement aux autres jeux Mega Man, le mode donne accès dès le début à toutes les armes et aux trois gadgets de soutien récupérés au cours des trois premiers Mega Man. Le jeu prend alors une dimension plus stratégique, puisque le joueur est appelé à choisir les armes et les gadgets qu'il souhaite utiliser. Le mode Wily Tower n'est accessible qu'après avoir terminé les trois jeux inclus dans cette compilation.

## UnitéGenesis
Les trois Robot Masters inédits, dont le trio est surnommé l'Unité Genesis (Genesis Unit), s'inspirent directement de personnages du roman chinois Le Voyage en Occident, plus particulièrement Sun Wukong, Zhu Bajie et Sha Wujing.
Hyper Storm.H se démarque de tous les autres Robot Masters de la série par sa double jauge d'énergie (concept réutilisé dans la série Mega Man Zero) et par le fait qu'il est beaucoup plus grand que les autres robots. De son côté, Buster Rod.G est le seul Robot Master de toute la série classique à battre en retraite après avoir été battu une première fois. Mega Man aura donc à l'affronter à nouveau au cours du troisième niveau de la tour de Wily. En revanche, pendant ce combat, le Robot Master utilisera de nouvelles techniques.
L'Unité Genesis a été baptisé en l'honneur de la Sega Genesis, nom américain de la console Mega Drive. La mini-biographie des robots de l'Unité Genesis se retrouve parmi les cent disques à récolter dans Mega Man and Bass.